# Komisja Kruszcowa
Komisja Kruszcowa – pierwsza w Polsce państwowa służba geologiczno-górnicza, powołana przez króla Stanisława Augusta Poniatowskiego 10 kwietnia 1782.

## Charakterystyka
Jej celem było bicie narodowej monety oraz odszukanie i uruchomienie wydobycia rud metali, soli kamiennej, a później i węgla z nowych złóż, w miejsce złóż utraconych wskutek I rozbioru Polski (żupy wielicko-bocheńskie, żupy ruskie). Dochody uzyskane z wydobycia tychże kopalin miały stanowić podstawy finansowe reformy Rzeczypospolitej.
Siedzibą Komisji była Miedziana Góra, jednak urzędowała ona przez większość czasu w Warszawie. Prezesem Komisji mianowany został biskup płocki Krzysztof Szembek. Podlegało mu 11 komisarzy, których obowiązkiem było wizytowanie zakładów górniczych, sporządzanie raportów, udział w sesjach Komisji (w ciągu 5 lat odbyło się ich 41). Byli to: Andrzej Ignacy Ogiński, Jacek Małachowski, Józef Ankwicz, Franciszek Ksawery Kochanowski, Michał Walewski, Franciszek Bieliński, Feliks Franciszek Łubieński, August Fryderyk Moszyński, Andrzej Gawroński, Aleksander Romiszewski, Feliks Oraczewski. Po śmierci Kochanowskiego i Moszyńskiego ich miejsce zajęli Tadeusz Czacki i Paweł Popiel. Do komisji dokooptowano również Adama Przyrębskiego. Komisarze za swoją pracę nie pobierali wynagrodzenia.
Ponieważ w owym czasie nie było w Polsce specjalistów o specjalności geologiczno-górniczej (wyjątkiem był Stanisław Okraszewski), król na wniosek Komisji zwrócił się do cesarza rzymskiego narodu niemieckiego o przyjęcie do najlepszej wówczas w Europie szkoły metalurgiczno-geologiczno-górniczej (Akademia Górnicza w Schemnitz) trzech Polaków, i sfinansował ich kształcenie. W ten sposób rozpoczęło się kształcenie kadr dla polskiego górnictwa i geologii.